# Deuxième circonscription de la préfecture de Wakayama
La deuxième circonscription de la préfecture de Wakayama (和歌山県第2区, Wakayama-ken dai-ni-ku) est l'une des deux circonscriptions législatives que compte la préfecture de Wakayama au Japon.

## Description géographique
Entre 1994 et 2013, la deuxième circonscription de la préfecture de Wakayama regroupait les villes de Kainan et Hashimoto avec les districts de Kaisō, Naga (ja) et Ito.
Entre 2013 et 2022, elle comprenait les villes de Kainan, Hashimoto, Arida, Kinokawa et Iwade et les districts de Kaisō et Ito.
Depuis 2022, elle réunit les villes de Kainan, Hashimoto, Arida, Gobō, Tanabe et Shingū et les districts de Kaisō, Ito, Arida, Hidaka, Nishimuro et Higashimuro.

## Députés
| Législature | Début de mandat | Fin de mandat | Député élu             | Parti politique | Parti politique |
| ----------- | --------------- | ------------- | ---------------------- | --------------- | --------------- |
| 41e         | 1996            | 2000          | Mitsuzō Kishimoto (ja) |                 | PLD             |
| 42e         | 2000            | 2002          | Mitsuzō Kishimoto (ja) |                 | PLD             |
| 42e         | 2002            | 2003          | Masatoshi Ishida       |                 | PLD             |
| 43e         | 2003            | 2005          | Masatoshi Ishida       |                 | PLD             |
| 44e         | 2005            | 2009          | Masatoshi Ishida       |                 | PLD             |
| 45e         | 2009            | 2012          | Naoto Sakaguchi (ja)   |                 | PDJ             |
| 46e         | 2012            | 2014          | Masatoshi Ishida       |                 | PLD             |
| 47e         | 2014            | 2017          | Masatoshi Ishida       |                 | PLD             |
| 48e         | 2017            | 2021          | Masatoshi Ishida       |                 | PLD             |
| 49e         | 2021            | 2024          | Masatoshi Ishida       |                 | PLD             |
| 50e         | 2024            | -             | Hiroshige Sekō         |                 | SE              |